# Maków Podhalański

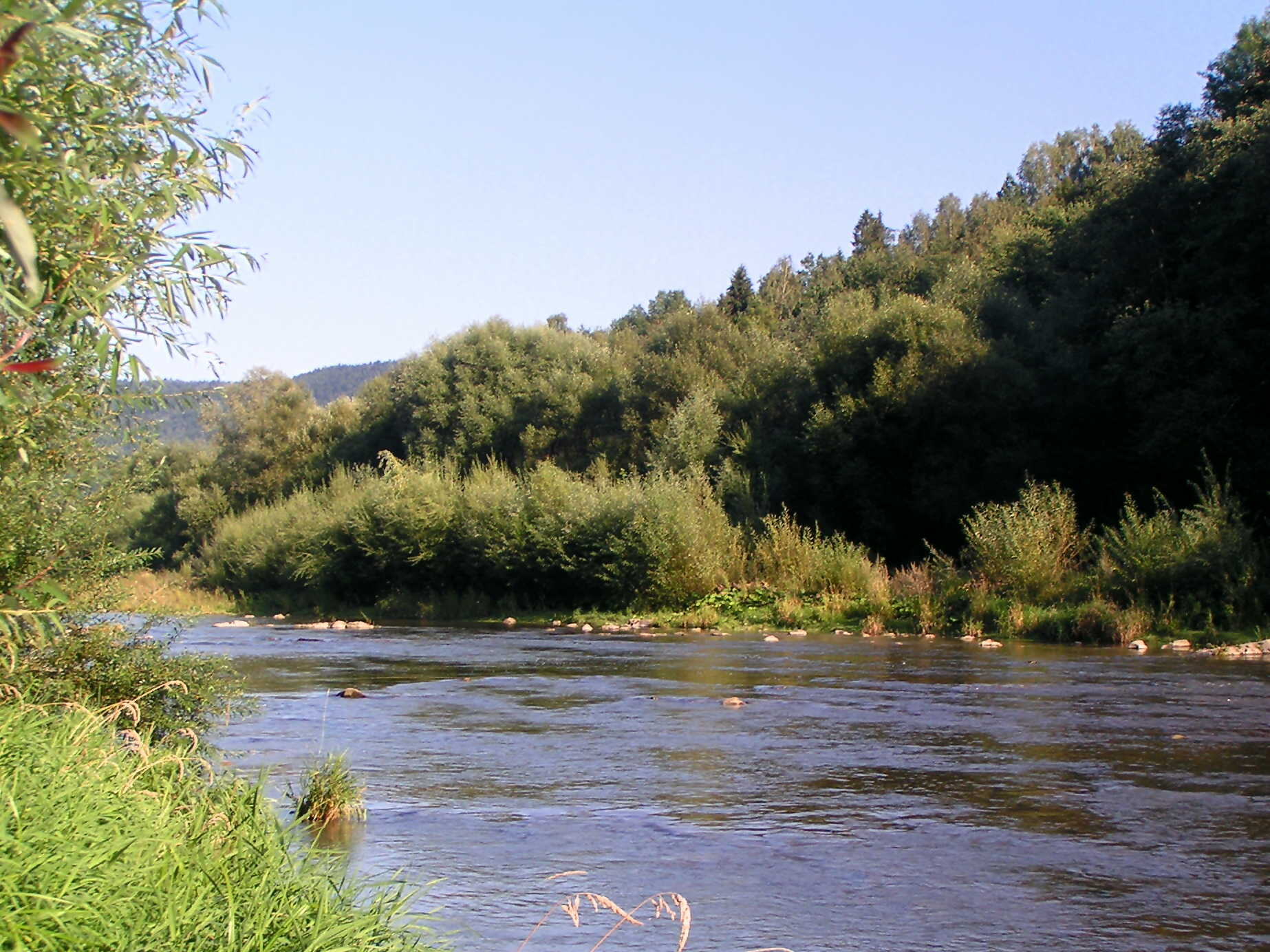
Fluss Skawa

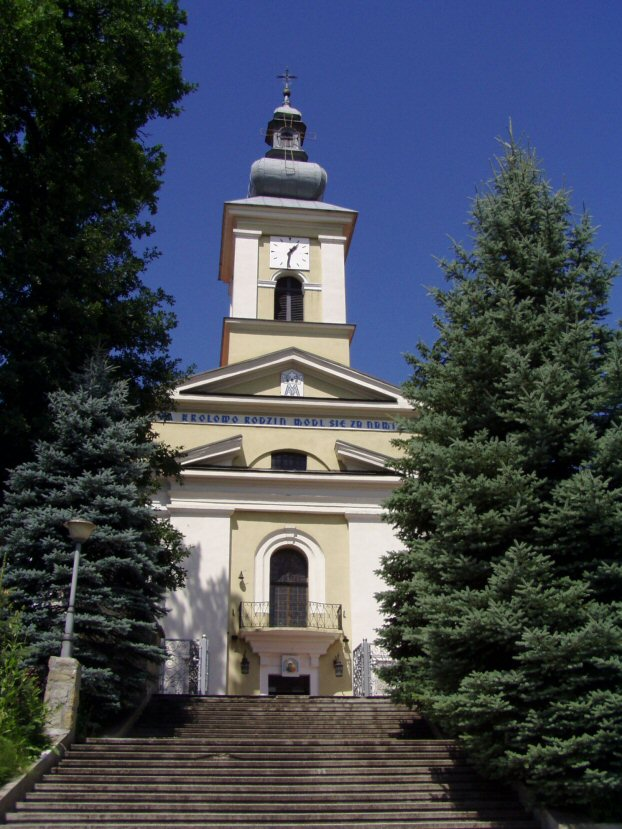
Marienkirche

Maków Podhalański (bis 1930 Maków) ist eine Stadt im Powiat Suski der Woiwodschaft Kleinpolen in Polen. Sie ist Sitz der gleichnamigen Stadt-und-Land-Gemeinde mit etwa 16.200 Einwohnern.

## Geographie
Der Ort liegt am rechten, nördlichen Ufer der Skawa in den nach der Stadt benannten Makower Beskiden. Die Nachbarorte sind die Stadt Sucha Beskidzka im Westen, Budzów und Jachówka im Norden, Żarnówka im Osten sowie Grzechynia im Süden. Trotz ihres Namens befindet sich die Stadt nicht im Podhale.

## Geschichte
Maków ist die älteste Siedlung an der oberen Skawa flussaufwärts von Mucharz und Zembrzyce. Angeblich existierte schon im Jahre 1358 eine Pfarrei, aber das Dorf Makow wurde im Jahr 1378 erstmals urkundlich erwähnt. Das Dorf gehörte später zur Starostei von Burg Lanckorona.
Bei der Ersten Teilung Polens kam der Ort 1772 zum neuen Königreich Galizien und Lodomerien des habsburgischen Kaiserreichs (ab 1804). Ab 1782 gehörte es dem Myslenicer Kreis (1819 mit dem Sitz in Wadowice). Nach der Aufhebung der Patrimonialherrschaften bildete es nach 1850 eine Gemeinde im Bezirk Myślenice. In den Jahren 1818 bis 1823 wurde die Zweite Galizische Kaiserliche Reichsstraße von Biała durch Żywiec, Sucha, Maków, Jordanów nach Nowy Sącz erbaut, die die protostädtische Entwicklung in Maków und Sucha ermöglichte.
Im Jahr 1839 wurde er vom Graf Filip Saint-Genois d’Anneacourt gekauft. Ein Jahr später erhielt Maków, einige Jahrzehnte vor Sucha, das Stadtrecht. Im 1878 verkaufte Maurycy Saint-Genois, der Sohn des Grafen Filip, die Güter von Maków an Albrecht von Österreich-Teschen. Im Jahr 1884 wurde die galizische Transversalbahn von Sucha durch Maków nach Chabówka eröffnet.
1918, nach dem Ende des Ersten Weltkriegs und dem Zusammenbruch der k.u.k. Monarchie, kam Maków zu Polen. Unterbrochen wurde dies nur durch die Besetzung Polens durch die Wehrmacht im Zweiten Weltkrieg.
Nach dem Ersten Weltkrieg wurde der Name Maków mit dem Adjektiv Podhalański ergänzt, um die Stadt von anderen Orten namens Maków zu unterscheiden, jedoch liegt Maków Podhalański nicht im Podhale.
Von 1975 bis 1998 gehörte Maków Podhalański zur Woiwodschaft Bielsko-Biała.

## Sehenswürdigkeiten
- Kirche, 19. Jahrhundert
- Ruinen einer Hütte, 19. Jahrhundert
- Villa Paczosówka, 1896, heute Bibliothek

## Gemeinde
Zur Stadt-und-Land-Gemeinde (gmina miejsko-wiejska) gehören neben der Stadt Maków Podhalański sechs Dörfer mit Schulzenämtern.

## Verkehr
Durch Maków Podhalański verläuft die Staatsstraße DK 28, die Zator über Nowy Sącz mit Przemyśl verbindet.

## Persönlichkeiten
- Johann Rihosek (1869–1956), österreichischer Ingenieur und Lokomotiv-Konstrukteur
- Ryszard Błachut (1948–2017), Fußballspieler
- Jan Kot (* 1962), Geistlicher und Bischof
- Tomasz Hajto (* 1972), Fußballspieler und Fußballtrainer.